# Anoplodactylus turbidus
Anoplodactylus turbidus is een zeespin uit de familie Phoxichilidiidae. De soort behoort tot het geslacht Anoplodactylus. Anoplodactylus turbidus werd in 1975 voor het eerst wetenschappelijk beschreven door Stock. 